# Daniel Schlager
Daniel Schlager (* 8. Dezember 1989 in Rastatt) ist ein deutscher Fußballschiedsrichter. Er ist Mitglied des FC Rastatt 04. Seit der Saison 2018/19 pfeift er als Schiedsrichter in der Bundesliga.

## Fußball
Er pfeift für den FC Rastatt 04 im Südbadischen Fußballverband. Seit der Saison 2014/15 ist Schlager DFB-Schiedsrichter und damit auch in der 3. Liga aktiv. Zur Saison 2016/17 folgte der Aufstieg in die 2. Bundesliga, in der er am 9. September 2016 bei der Partie FC Erzgebirge Aue gegen Eintracht Braunschweig debütierte. In derselben Saison kam er auch erstmals im DFB-Pokal zum Einsatz.
Im Mai 2018 gab der DFB bekannt, dass Schlager ab der Saison 2018/19, ebenso wie Robert Schröder, als Schiedsrichter auch Spiele in der Fußball-Bundesliga leiten wird. Am 16. September 2018 stand mit der Partie von Werder Bremen gegen den 1. FC Nürnberg (1:1) erstmals eine Partie im deutschen Oberhaus unter seiner Leitung.
Seit dem Jahr 2022 steht Schlager auf der FIFA-Schiedsrichterliste und darf somit auch internationale Partien leiten.
Am 25. Februar 2024 war Schlager der erste Schiedsrichter, der bei einem Spiel in der 1. Bundesliga eine Refcam trug. Die bei der Partie Eintracht Frankfurt gegen den VfL Wolfsburg durch eine Kamera am Headset entstandenen Aufnahmen dienten zur Produktion der Dokumentation Referees Mic‘d up – Bundesliga der DFL. Zudem sollen die Bilder zur Spielanalyse und Leistungsverbesserung genutzt werden. Zuvor wurde die Refcam bereits in der 3. Liga am 17. Dezember 2023 eingesetzt, ebenfalls mit Schlager.

## Beruf
Schlager absolvierte eine Ausbildung zum Bankkaufmann und war bei der Sparkasse Rastatt-Gernsbach am Standort Gernsbach im Bereich Immobilienfinanzierung tätig, zuletzt wegen der Schiedsrichtertätigkeit nur noch in Teilzeit. Seit seiner Nominierung als FIFA-Schiedsrichter agiert er aus Zeitgründen hauptberuflich als Schiedsrichter.

## Dokumentation
- ZDF sportstudio fußball: Ein Tag mit Bundesliga-Schiedsrichter Daniel Schlager beim Spiel BVB gegen Mainz 05 auf YouTube, 11. April 2025 (Laufzeit: 15:13).